# Rush for Berlin
Rush for Berlin – komputerowa strategiczna gra czasu rzeczywistego w realiach II wojny światowej, wyprodukowana przez Stormregion i wydana w 2006 przez cdv Software Entertainment.

## Fabuła
Gra umożliwia wcielenie się w dowódcę średniego szczebla dowodzącego wojskami radzieckimi, alianckimi lub niemieckimi w tytułowym wyścigu do Berlina. Pierwsza kampania jest historyczna i przedstawia szlak bojowy oddziału Armii Czerwonej od przełamania blokady Leningradu do bitwy o wzgórza Seelow i zdobycia Berlina. Kampania aliantów zachodnich jest częściowo fikcyjna i pozwala graczowi, dowodzącemu oddziałem wojsk Sprzymierzonych na froncie zachodnim, po szeregu historycznych bitew ostatecznie zdobyć Berlin przed sowietami. Trzecia kampania, całkowicie fikcyjna, odblokowywana po ukończeniu jednej z dwóch poprzednich, przedstawia skuteczną niemiecką obronę przed wojskami alianckimi i radzieckimi.

## Odbiór
Według agregatora recenzji Metacritic gra otrzymała „ogólnie pozytywne recenzje”.
| Recenzje      | Recenzje |
| Publikacja    | Ocena    |
| ------------- | -------- |
| 1UP.com       | B−       |
| AllGame       | [ 6 ]    |
| Eurogamer     | 6/10     |
| GameSpot      | 7.8/10   |
| GameTrailers  | 7.2/10   |
| GameZone      | 8.4/10   |
| IGN           | 8/10     |
| „PC Gamer US” | 82%      |
| „X-Play”      | [ 13 ]   |

| Oceny z agregatorów | Oceny z agregatorów |
| Agregator           | Ocena               |
| ------------------- | ------------------- |
| Metacritic          | 76/100              |